# Lidvina
Lidvina (též Lidwina, Ludvina či Lidvína) je ženské křestní jméno germánského původu. Je odvozeno ze slov liud (lid) a wini (přítel), vykládá se tedy jako přítelkyně lidu. Ze stejných slov, respektive z již neexistující mužské podoby tohoto jména (Leutwin) vznikl název města Litvínov a obce Litvínovice. Svátek slaví dne 14. dubna, spolu se jménem Vincenc.
Svatá Lidwina je nizozemskou světicí z přelomu 14. a 15. století, která je patronkou chronicky nemocných a ledních bruslařů. Je rovněž údajně jednou z prvních lidí, u nichž byla potvrzena roztroušená skleróza.
Jméno Lidvina nemá nic společného se jmény Ludmila, Lýdie nebo Ludvíka, ačkoliv některé zdroje vzhledem k podobnosti uvádějí, že jde o variantu těchto jmen.

## Domácké podoby
Mezi domácké podoby jména Lidvina patří např. Lída, Lidva, Lidvinka, Liduška, Liduš, ale také Vina, Vinka apod.

## Výskyt a obliba
Jméno Lidvina bylo v Česku vždy raritní, ale existují ojedinělé matriční zápisy, které potvrzují existenci jména v 18. a 19. století. K roku 2016 žilo v Česku pouhých sedm nositelek tohoto jména, přičemž všechny se narodily do roku 1957, po tomto roce již žádná žena toto jméno nedostala.
Jméno není příliš populární a běžné ani celosvětově. Na Slovensku je jméno Lidvina běžnější, k roku 2014 tam žilo přibližně 45 nositelek. Jméno Lidwina se nejvíce vyskytuje v Indonésii, v Evropě poté v Německu, kde žije 1 323 nositelek. V Nizozemsku, z něhož pocházela svatá Lidwina, k roku 2014 žilo 98 nositelek. Varianta Liduina je nejvíce rozšířena v Brazílii a Venezuele, v Evropě poté v Itálii, tam však rovněž nedosáhlo vyšší obliby. Ve variantě Lidwine se vyskytuje ve Francii, kde žije 441 nositelek.

## Známé osobnosti
- Liduina Meneguzzi – italská římskokatolická řeholnice
- Lidwina Ndeshimona Shapwa – namibijská politička